# Oliver Dunn
Oliver Harris Dunn (Salt Lake City, Utah, 2 de septiembre de 1997), más conocido como Oliver Dunn, es un jugador profesional estadounidense de béisbol que se desempeña en la posición de tercera base en Milwaukee Brewers, equipo de las Grandes Ligas de Béisbol (MLB).

## Carrera
En 2024, Dunn hizo su debut en la MLB con el equipo Milwaukee Brewers, donde lleva jugando una temporada.